# Bratři Dardennové

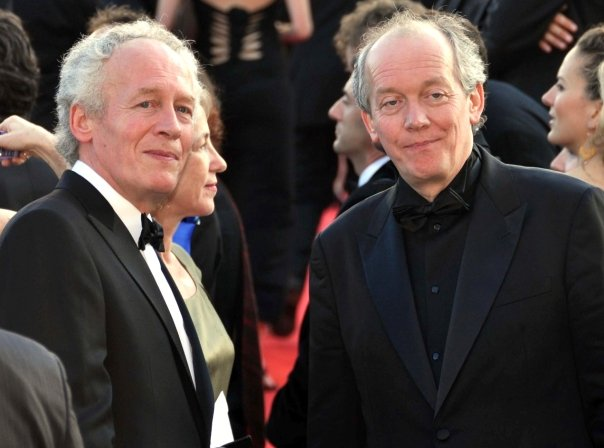
Bratři Dardennové na Festivalu v Cannes 2009

Bratři Dardennové jsou belgičtí scenáristé a filmoví režiséři, kteří své originální sociálně-psychologické filmy většinou realizují společně. Získali dvakrát Zlatou palmu v Cannes a řadu dalších ocenění.

## Život
Bratři Jean-Pierre Dardenne (* 21. dubna 1951, Engis u Lutychu) a Luc Dardenne (* 10. března 1954, Awirs u Lutychu) vyrůstali na průmyslovém předměstí Seraing, Jean-Pierre vystudoval dramaturgii v Bruselu, Luc filosofii v Lutychu. Po studiu pracovali v cementárně a přitom natočili několik snímků z továrního prostředí.

## Dílo
Po setkání s monackým producentem Armandem Gatti se rozhodli pro filmovou dráhu a založili společnost Dérives, která dělá dokumentární televizní filmy. Roku 1978 natočili dokumentární film „Slavičí zpěv“ o belgickém odboji za války, roku 1987 hraný film „Falsch“ a 1992 „Myslím na vás“. Mezinárodní pozornost vzbudil film „Slib“ (1996) o ilegálních imigrantech a film „Rosetta“ o dívce, která shání práci (2002), získal v Zlatou palmu na festivalu v Cannes, stejně jako film „Dítě“ (2005). Film „Mlčení Lorny“ z roku 2008 pojednává o mladé imigrantce, která se kvůli občanství fingovaně provdá a stejně jako předchozí filmy představuje složité vztahy lidí na okraji. Film „Kluk na kole“ sleduje dospívání chlapce ve velmi drsných podmínkách dnešní společnosti a získal cenu Zlatý glóbus a Evropskou filmovou cenu cenu za nejlepší scénář.

## Filmografie
- 1978 – Slavičí zpěv (Le chant du rossignol)
- 1979 – Když loďka Léona M. poprvé plula po Meuse (Lorsque le bateau de Léon M. descendit la Meuse pour la première fois)
- 1980 – Aby válka skončila, musí se zdi zhroutit (Pour que la guerre s'achève, les murs devaient s'écrouler)
- 1981 – R… už neodpovídá (R... ne répond plus)
- 1982 – Přednášky na létající univerzitě (Leçons d'une université volante)
- 1987 – Falsch
- 1992 – Myslím na vás (Je pense a vous)
- 1996 – Slib (La promesse)
- 1999 – Rosetta
- 2002 – Syn (Le fils)
- 2005 – Dítě (L’enfant)
- 2007 – Každému jeho kino (Chacun son cinéma ou Ce petit coup au coeur quand la lumière s'éteint et que le film commence)
- 2008 – Mlčení Lorny (Le silence de Lorna)
- 2011 – Kluk na kole (Le gamin au vélo)
- 2014 – Dva dny, jedna noc (Deux jours, une nuit)
- 2016 – Neznámá dívka (La fille inconnue)
- 2019 – Mladý Ahmed (Le Jeune Ahmed)